# Принцис, Петерис
Петерис Принцис младший (латыш. Pēteris Princis, лив. Pētõr Princ; 20 марта 1831 года, Микельторнис — 20 июня 1889 года, Виндава) — ливский языковед, переводчик, поэт, и общественный деятель. Сын Яниса Принциса. Писал на религиозную тематику на ливском языке. Работал вместе с отцом. В 1863 году перевёл и издал на ливском языке Евангелие от Матфея, одну из первых трёх книг, изданных на ливском языке. Янис Принцис создал первый латышско-ливский словарь. Работал учителем. Похоронен на Цирпстенском кладбище в Вентспилсе.